# Hans-Joachim Klein
Pour les articles homonymes, voir Klein.
Hans-Joachim Klein, né le 21 décembre 1947 à Francfort-sur-le-Main et mort le 9 novembre 2022 à Sainte-Honorine-la-Guillaume, est un ancien membre de l'organisation de guérilla urbaine d'extrême gauche, Revolutionäre Zellen (Cellules révolutionnaires) active en Allemagne de l'Ouest dans les années 1970-80.
En 1975 à Vienne, lors d'une conférence des ministres de l'OPEP, il participe à une prise d'otages organisée par le terroriste international Carlos qui fait trois morts. Il est grièvement blessé mais parvient à se réfugier à Alger avec le reste du commando.
En 1977, il annonce publiquement se dissocier de la lutte armée et raconte sa dérive dans le livre La Mort mercenaire, publié en français en 1980.
Caché pendant deux décennies en France par des amis haut placés, il parvient à échapper à tout jugement mais il est finalement interpellé en 1998 et poursuivi pour son rôle dans la prise d'otages meurtrière de l'OPEP. En 2001, il est condamné à 9 ans de prison, puis libéré sur parole en 2003 et finalement gracié en 2009.

## Biographie

### L'enfance et l'adolescence
Hans-Joachim Klein naît dans une famille ouvrière. Son père est policier. Sa mère, à laquelle il est très attaché, est internée pendant deux ans dans le camp de concentration de Ravensbrück pour avoir violé les lois sur la « pureté raciale » sous le régime nazi en ayant un amant juif. Quelques mois après la naissance de Klein, le 13 avril 1948, elle se suicide avec l'arme de service de son mari. Klein est alors placé en famille d'accueil jusqu'à l'âge de 8 ans. De retour, contre sa volonté, chez son père remarié, il est régulièrement battu et physiquement abusé par celui-ci. La majeure partie de sa vie, Hans-Joachim Klein a cru que son père avait été Waffen-SS et que l'internement de sa mère était dû au fait qu'elle était juive.

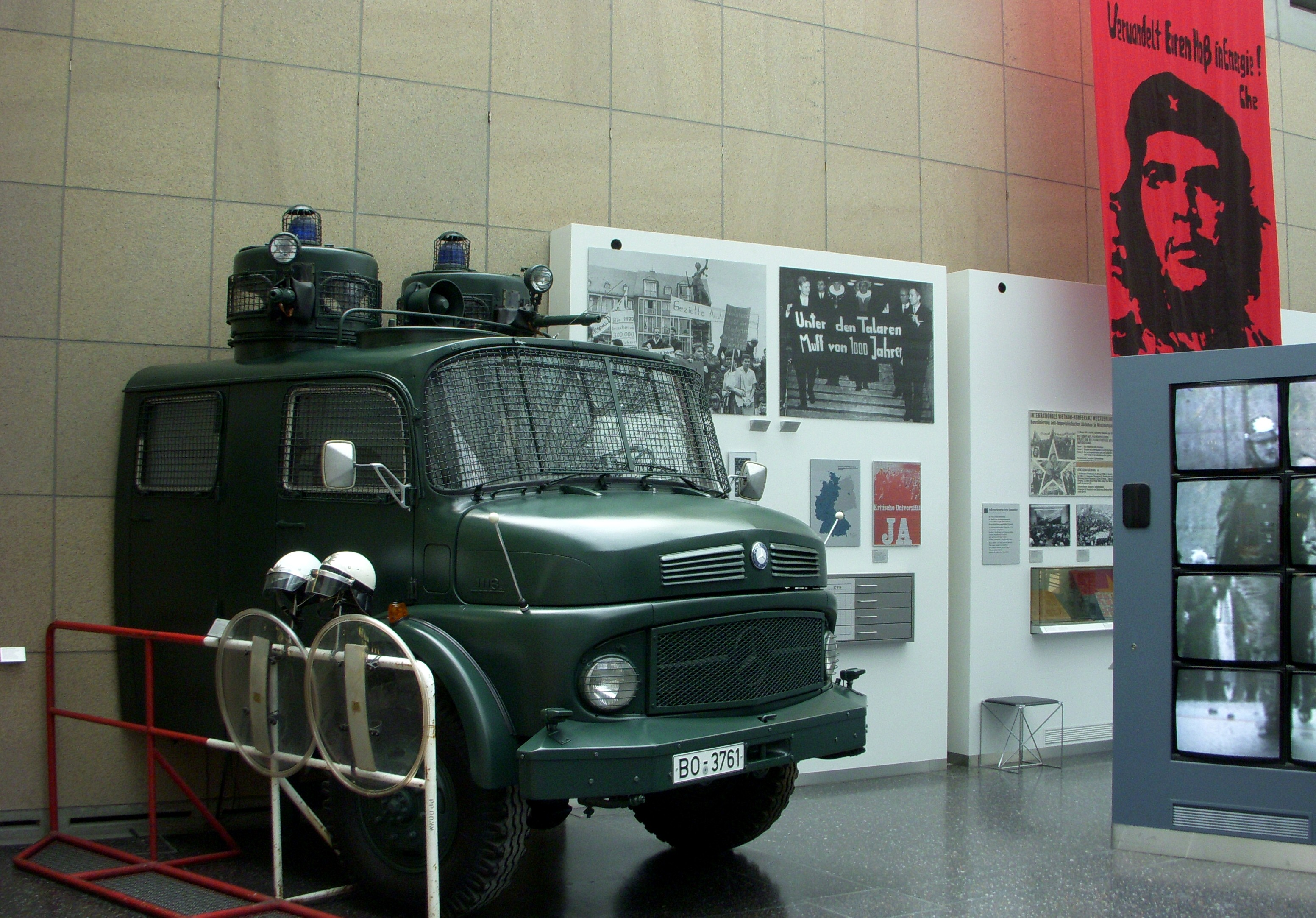
Les événements de 68 à la Maison de l'Histoire de la République fédérale d'Allemagne à Bonn.

À 16 ans, il quitte l'école et devient apprenti carrossier pendant 3 ans. Il fait un séjour en maison de correction tout en fréquentant le milieu alternatif dans le quartier de Westend à Francfort-sur-le-Main.
En 1967, Klein purgea une peine de huit mois en centre de rétention pour jeunes pour avoir dérobé son portefeuille à un passant.

### La fréquentation des organisations gauchistes

#### L'année 1968
En 1968, il a 21 ans. C'est au cours d'une violente manifestation contre la guerre du Viêt Nam et les bases américaines de Francfort qu'il se radicalise en voyant un policier frapper une étudiante : « Je suis entré dans une rage folle. Tout mon monde s'est effondré. Mon père m'avait toujours appris que les policiers étaient des amis. ». Il fréquente de nombreuses organisations gauchistes allemandes, le mouvement sponti (de).

#### Les rencontres dans les squatts en 1971
Dans les amphithéâtres de l'université de Francfort, il s'invite et fréquente les groupes les plus radicaux.
En 1971, il rencontre, dans une communauté de la Lichtensteinstraße, Hanna Krabbe, un exemple révolutionnaire pour lui. Klein a changé de logement presque une douzaine de fois et partagé un habitat communautaire avec Joschka Fischer, rencontré lui aussi en 1971, et Daniel Cohn-Bendit. Tous les trois sont alors activistes au sein de l'opposition extra-parlementaire (APO) et du groupe Revolutionärer Kampf,.
Klein et Joschka Fischer créent un « groupe de nettoyage pour la défense des manifestations » et dérobent aux policiers du matériel comme des pistolets, des boucliers, des masques et des matraques.
Fischer rappellera plus tard dans une interview : « Je n'ai jamais nié avoir utilisé la force pendant près de dix ans pour renverser l'ordre constitutionnel de la République fédérale ».

#### La fondation du Secours rouge en 1972
En février 1972, il est cofondateur d'une nouvelle version du « Secours rouge allemand », organisation de défense de droits de l'homme qui avait disparu depuis la Seconde Guerre mondiale avant d'être relancée en France en juin 1970. Lui-même date son adhésion de 4 mois plus tard : « après l'arrestation d'Andreas Baader (le 1er juin 1972) et des autres, nous décidons de créer un Secours rouge (Rote Hilfe) pour lutter contre les conditions de détention et comme je ne cache pas ma sympathie pour la Bande à Baader, je suis contacté. Je les rencontre et je leur dis que je les soutiens mais qu'il est hors de question pour moi de plonger », racontera-t-il à Daniel Cohn-Bendit en 1986,.
Une biographie plus approximative de Cohn Bendit placera au contraire cette adhésion à l'automne 1974. En septembre 1974, Klein est au contraire déjà parti frustré par ce groupe qui, à son avis, s’était révélé incapable d’organiser politiquement la lutte révolutionnaire dans les métropoles et était devenu un « club social charitable ». Cependant, les détenus de la RAF n'acceptaient de liens qu'en échange du ralliement à leur cause, auquel ont procédé de nombreux membres du Rote Hilfe comme Wolfgang Grams ou Volker Speitel.

### Le basculement dans la lutte armée
Des manifestations violentes, Klein passe au cocktail Molotov, puis aux petites actions terroristes aux côtés de Wilfried Böse, le leader des Cellules révolutionnaires (Revolutionäre Zellen, RZ).

### La mort d'Holger Meins et la visite de Sartre à Andreas Baader
La mort d’Holger Meins le 9 novembre 1974 dans une grève de la faim, aurait été selon le livre écrit en 1978 par Hans-Joachim Klein « le point décisif pour dire adieu à la politique légale, la politique de l’impuissance et de la stérilité ». Il porte une photo du corps émacié de Meins dans son portefeuille. « Je ne peux pas dire exactement à quel moment je suis devenu un terroriste, mais la mort d'Holger Meins en novembre 1974, a sûrement fait tout basculer. ».
Ce décès a lieu alors que les visites de l'écrivain Jean-Paul Sartre et Daniel Cohn-Bendit à Andreas Baader viennent d'être annoncées, cinq jours plus tôt, dans la presse. Klein, qui avait déjà servi de garde du corps à des personnalités, fait office de chauffeur, tandis que son ami Daniel Cohn-Bendit fait le traducteur. Sartre déclare à la télévision allemande qu'il n'est pas d'accord avec Baader, mais le rencontre le 4 décembre pour s'enquérir de ses conditions de détention à la prison de Stuttgart-Stammheim, à la demande de son avocat Klaus Croissant et de ses codétenues Gudrun Ensslin et Ulrike Meinhof. Les leaders de la Bande à Baader viennent de lancer leur 3e grève de la faim et Sartre s'enquiert de leur santé. Sartre et Cohn-Bendit sont pris en photos lors de la conférence de presse, très critiquée en Allemagne car Heinrich Böll, prix Nobel de littérature en 1972, avait rencontré un peu plus tôt en prison Ulrike Meinhof, l'autre cerveau de la bande à Baader, et tenté deux ans plus tôt d'apaiser le climat, en proposant de faciliter sa reddition, en bénéficiant d'un profil personnel moins controversé et plus consensuel que Jean-Paul Sartre et Daniel Cohn-Bendit.
Le contact avec Sartre avait été établi par l'un des avocats de la bande à Baader, Klaus Croissant, et par Daniel Cohn-Bendit qui ne partageait pas les vues des terroristes, mais les considérait comme faisant partie de la gauche. Un mois avant l'entretien, le 5 novembre 1974, Sartre avait rendu publique cette demande à l'avocat de Baader, en disant que Daniel Cohn-Bendit pouvait servir d'interprète durant l'interview. Le juge dit alors aux journalistes qu'il ne doutait pas que cette rencontre aurait lieu ; cela prendra en fait un mois, le procureur freinant.
Le 9 novembre, quatre jours après la déclaration de Sartre, Holger Meins, l'un des membres de la bande à Baader emprisonnés, décède de la 3e grève de la faim lancée par le groupe. Dans une note du 18 novembre 1974, le procureur Siegfried Buback se déclare toujours hostile à cette visite de l'écrivain français, dont « l'autorité philosophique pourrait être exploitée ».
Le prestigieux écrivain allemand Heinrich Böll venait d'obtenir, avec beaucoup de difficultés, l'autorisation de visiter Ulrike Meinhof. Deux ans auparavant, Heinrich Böll avait publié le 10 janvier 1972, un peu avant de décrocher son Prix Nobel de littérature, un article retentissant dans Der Spiegel, par lequel il demandait de gracier Ulrike Meinhof et de lui procurer un sauf-conduit, pour éviter qu'elle ne soit tuée dans un éventuel affrontement, car son « procès doit avoir lieu, et il faut qu'une Ulrike Meinhof vivante en tienne le rôle principal, avec le monde entier pour témoin ». Ulrike Meinhof n'a alors commis aucun crime, mais elle a participé à la libération violente d'Andreas Baader le 14 mai 1970, qui a dégénéré et causé un mort. Considérée comme le nouveau cerveau du groupe, sa reddition et son procès auraient un impact. L'article du 10 janvier 1972, d'Heinrich Böll dans Der Spiegel manque cependant son but, en raison du climat ambiant très tendu, mais aussi de son ton pas suffisamment conciliant, en particulier dans sa critique visant l'agressivité avec laquelle la presse du groupe Springer, « Bild » en tête, organise la campagne contre les terroristes. L'écrivain réagissait à un gros titre de Bild attribuant le meurtre d'un policier à la bande à Baader, alors qu'il était encore en soins et touché dans un braquage de banque dont les auteurs étaient encore inconnus. Le 18 novembre 1971 déjà, Renate Riemeck, la mère adoptive d'Ulrike Meinhof avait publié dans le journal Konkret, dont Meinhof fut l'éditorialiste jusqu'en 1968 et avait épousé le directeur, une lettre titrée : « Ulrike, abandonne ! » et lui écrivant : « vous affaiblissez toute résistance contre les tendances pré- et post- fascistes ».
L'article d'Heinrich Böll avait suscité un torrent de critiques et un énorme débat mais progressivement fait avancer les choses. Quelques mois plus tard, l'opposition extra-parlementaire (APO) s'était en effet distanciée de plus en plus des actions terroristes. Le 4 juin 1972, le professeur Oscar Negt avait mis au clair la position de l'APO à l'égard de la bande à Baader lors d'un congrès de solidarité avec Angela Davis à Francfort : leurs actions « n'ont rien de commun avec la politique de gauche dans la République Fédérale. Des journalistes de Springer blessés ou tués n'affaiblissent pas le trust Springer, un agent de police blessé ou tué n'affaiblit pas l'appareil policier » avait-il lancé. Dès la fin juin 1972, les principaux membres de la bande à Baader étaient en prison et trois mois après, ce sont des terroristes palestiniens qui réclamaient la libération d'Ulrike Meinhof lors de la prise en otages des athlètes israéliens lors des J.O. de Munich. La bande à Baader lance ensuite des grèves de la faim en 1973 et 1974.
En décembre 1974, quand Jean-Paul Sartre rend visite à Baader et rencontre des médias allemands, Hans-Joachim Klein sert de chauffeur et Daniel Cohn-Bendit de traducteur: « Pendant tout ce temps, il ne m'a pas accordé un seul regard », racontera un quart de siècle plus tard Daniel Cohn-Bendit. « Pour lui, j'étais un cochon de libéral » car il « était l'un de ceux qui criaient le plus fort pour me traiter de rénégat », ajoutera Daniel Cohn-Bendit, en précisant encore plus tard qu'il n'a pas été admis à faire le traducteur lors de la demi-heure de rencontre entre Sartre et Baader dans la cellule du terroriste. Après l'entretien, Sartre décrit des conditions de détention « intolérables » lors d'une conférence de presse traduite par Daniel Cohn-Bendit, mais confesse n'avoir pas constaté de visu ses informations, qui sont contestées par la presse allemande, photos à l'appui, y compris par l'incorruptible Der Spiegel. Sartre propose l'installation d'une commission internationale de défense des prisonniers. Le 9 décembre 1974, la justice ouest-allemande publiera un communiqué rejetant cette proposition et sa critique.

#### La rencontre avec le terroriste Wilfried Böse en 1972
À l'été 1972, Wilfried Böse fonde à Francfort le groupe terroriste Revolutionary Cells, RZ) avec d'autres personnalités de la scène extrémiste de gauche violente, notamment sa compagne Brigitte Kuhlmann et Johannes Weinrich, comme lui membre du Barreau de Francfort.
Wilfried Böse est un ex-employé de la maison d'édition Roter Stern, mais aussi fondateur de plusieurs institutions d'extrême-gauche à Francfort, parmi lesquelles le comité de soutien aux Black Panthers et il participe au théâtre de rues dans la ville. Tous trois sont alors en Allemagne les principaux terroristes internationaux.
Klein « participait à des meetings » comme délégué du Secours rouge et se « baladait un peu partout ». Il est « contacté par Wilfried Böse » qui le savait « très actif dans les manifs » et « fana des armes »: il l'emmène dans une armurerie. Avec les Cellules révolutionaires, il fait d'abord « des petites actions » et « a beaucoup voyagé, surtout en Allemagne ». Quand Holger Meins meurt de la grève de la faim le 9 novembre 1974, Hans-Joachim Klein est « outré, écœuré, survolté » et décide d'être terroriste actif.

#### La rencontre avec le terroriste Carlos
Début 1975, Johannes Weinrich monte un projet d'attentat pour le compte de Wadie Haddad contre les avions de la compagnie aérienne El Al à l'aéroport d'Orly en France. Mais le raid (tirs à la roquette) exécuté le 24 mars 1975, échoue en partie, faisant néanmoins vingt-un blessés. Arrêté, mais relâché quelques mois plus tard pour des raisons de santé, il devient clandestin, pour le réseau de Carlos.
Un jour, Wilfried Böse propose de l'enmener à Paris: « il m'a amené chez quelqu'un que j'ai d'abord pris pour un mafioso italien »: il rencontre ainsi Carlos, qu'il décrira à nouveau quarante ans plus tard comme « un petit mafioso portant costumes en soie, puant le parfum et manucuré à l'extrême ». Klein expliquera l'avoir croisé pour la première fois en mars 1975 dans un appartement parisien rempli d'armes où il lui avait montré comment démonter un pistolet-mitrailleur Skorpion, mais dans le livre de David Cohn-Bendit de 1986 indiquait que c'était leur seconde rencontre. Carlos avait perpétré six mois plus tôt l'Attentat du drugstore Publicis sur les Champs-Élysées à Paris et va perpétrer six mois plus tard, le 21 décembre 1975, la Prise d'otages du siège de l'OPEP à Vienne contre 66 personnes, dont 11 ministres, lors d'une conférence de l'OPEP à Vienne, qui causera la mort de trois personnes.
Michel Moukarbel, le meilleur ami de Carlos, est également présent lors de cette rencontre. Klein racontera dès 1986 qu'il a surpris en mars 1975 une conversation en anglais entre Wilfried Böse et Carlos, où il ne saisit que le montant énorme d'un million de marks, pour des remboursements de faux billets d'avion. Le matériel qu'il voit dans son salon à Paris servira dans la Fusillade de la rue Toullier.
Michel Moukarbel se rend en juin 1975 à Beyrouth pour de nouvelles instructions auprès de Waddi Haddad. Mais il n’observe pas les règles de prudence: de retour de Beyrouth, il est arrêté à l’aéroport par la police française. Le commissaire Jean Herranz, à la recherche du cerveau du Commando Boudia ayant causé plusieurs morts le 15 septembre 1974 lors de l'Attentat du drugstore Publicis le laisse toutefois repartir, pouvant désormais le pister.
Suivi par la DST, Michel Moukarbel donne rendez-vous dans un café à Carlos puis rencontre Wilfried Böse, dans un café rue de Rivoli. Le lendemain, Böse se rend à une adresse où il doit recevoir des instructions supplémentaires et vivre pour le moment. Mais quand il sonne à la porte de cet appartement du quartier latin, des agents de la police armée et des agents anti-espionnage l'arrêtent. Deux jours plus tard, Böse sera remis aux autorités frontalières allemandes à Saargemünd, puis libéré par un magistrat peu méfiant de Sarrebruck. La DST obtient aussi l'adresse de Carlos, rue Toullier, où ce dernier tue deux policiers. La presse française et européenne accorde une place importante à cette Fusillade de la rue Toullier du 27 juin 1975,. Le quotidien Libération titre : Carlos – DST : 3-0. La presse britannique s’intéresse aux appartements dans lesquels Carlos a vécu à Londres. Après avoir lu que Carlos cachait des armes dans les appartements de ses conquêtes, certaines d’entre elles regardent et trouvent de véritables arsenaux chez elles.
L'affaire devient le feuilleton de l'été. Les policiers remontent les ramifications du réseau Carlos. Le 6 juillet, Scotland Yard identifie l'homme que les enquêteurs ont baptisé Carlos. En 1973, il avait déjà tiré trois balles sur Joseph Edward Seif, frère du président de la chaîne de magasins Marks & Spencer, qui avait échappé par miracle à la mort puis lancé une grenade le 15 septembre 1974 dans le Drugstore Saint-Germain (2 morts) pour la libération d'un activiste de l'Armée rouge japonaise détenu en France.

#### La préparation de l'attentat de Vienne et les camps à Aden
Böse a visité un camp d'entraînement secret dans le sud du Yémen avec ses camarades de la RZ pour un entraînement de guérilla et a utilisé le nom de combat Mahmud. En septembre 1975, il est apparu ensemble avec Brigitte Kuhlmann après qu'il a été signalé pour la dernière à Francfort. Brigitte Kuhlmann forme Klein à la préparation de l'attentat de Vienne.
Klein partira à son tour « s'entrainer à la lutte armée dans un camp, quelque part dans un pays arabe », avec les palestiniens « du groupe de Wadie Haddad », sans préciser la date, mais en confirmant dès 1986 que ce groupe de Wadie Haddad entrainait aussi des phalangistes d'extrême-droite, ce qui le choque. Avant l'attentat de Vienne, Carlos a séjourné dans un camp de Wadie Haddad à Aden. À la même époque, Böse a préparé Klein dans une forêt de Francfort en novembre 1975 et a fourni à Carlos une autre recrue allemande, Gabriele Kröcher-Tiedemann, entrée dans la clandestinité, car en 1973, elle a abattu un policier dans un parking de Buchen après qu'il a tenté de l'arrêter pour avoir volé des plaques d'immatriculation. Arrêtée et condamnée à huit ans de prison, elle avait été libérée en 1975, en raison de l'enlèvement de Peter Lorenz puis envoyée au Yémen et devenue membre des Revolutionäre Zellen.
Le 20 décembre 1975, elle accompagne Klein et Carlos lors du raid au siège de l'Organisation des pays exportateurs de pétrole à Vienne. Carlos et Moukharbal, logeaient à l'hôtel Hilton, Klein, Gabriele Kröcher-Tiedemann et Böse dans un sous-sol d'immeuble.

#### La participation au commando qui tue trois personnes sur l'aéroport de Vienne
Le 21 décembre 1975, aux côtés de Carlos, il fait partie du commando qui prend en otage 66 personnes, dont 11 ministres, lors d'une conférence de l'OPEP à Vienne. C'est pour ces faits que Klein sera condamné à 9 ans de prison ferme lors de son procès un quart de siècle plus tard.
Wilfried Böse est à Vienne pour servir de doublure si l'un des membres du commando fait défaut. Il ignore que Carlos a aussi reçu la mission de supprimer les ministres iraniens et saoudiens du pétrole, le Dr Jamshid Amouzegar et Ahmed Zaki Yamani. Klein a été recruté pour sa connaissance des armes et parce qu'il a une expérience militaire. Les armes que la Libye devait livrer sur place échouent par deux fois à leur parvenir et Carlos est à deux doigts d'annuler l'opération. Finalement, il faut utiliser les armes des allemands, qui sont inadaptées. Au dernier jour de la conférence, qui a été prolongée d'un jour, les armes libyennes finissent par arriver.
Trois terroristes ont pour rôle de rentrer dans la salle de conférence et les trois autres, dont Klein, de pousser les participants restés dehors à l'intérieur. Plusieurs ont croisé peu avant un groupe de journalistes,dont celui de l'AFP. La standardiste réussit à passer un appel avant que Klein ne neutralise ses téléphones. Il décide de ne pas utiliser ses grenades sur des policiers qui montent un escalier. Durant cette opération, Gabriele Kröcher-Tiedemann tue deux personnes : un policier du nom d'Anton Tichler et un garde de sécurité irakien qui avait réussi à s'emparer d'elle. Une troisième personne sera tuée au cours de la prise d'otage, un employé de l'OPEP. À la mort du policier en civil, quatre policiers tirent et une balle de mitraillette touche Klein après ricochet contre un mur. Klein est grièvement blessé par balle au ventre et Carlos exige par-dessus tout qu'il puisse être soigné car il ne veut surtout pas qu'il tombe aux mains des autorités. Un des ministres de l'OPEP, médecin de formation, prévient par ailleurs que Klein risque de décéder de sa blessure.
Klein est opéré d'urgence à Vienne avant d'être transporté en avion à Alger avec le reste du commando et 30 otages, qui ne seront relâchés qu'après le versement d'une rançon de 50 millions de dollars par l'Arabie saoudite. Le chancelier autrichien Bruno Kreisky passe la nuit à chercher une solution, la Libye refuse d'accueillir l'avion des terroristes et c'est le président algérien qui finit par accepter.
Klein doit ensuite rester dans la clandestinité, protégé par certains services secrets, d'abord en Algérie, puis en Libye, au Yémen, dans des camps palestiniens et même dans certains ex-pays de l'Est comme la Bulgarie,.
Vivement critiqué pour son comportement lors de la prise d'otages où il a refusé, selon lui, de tuer gratuitement, il commence à douter : « Vienne a été comme un électrochoc pour moi. C'est à la suite de ça que j'ai commencé à me rendre compte du rôle que je jouais ». Il décide de décrocher. Il écrit beaucoup.
Profitant d'un séjour en Italie où il est envoyé en repérage pour l'enlèvement du pape (opération finalement abandonnée car jugée trop dangereuse), il arrive à renouer le contact avec Francfort.

### L'abandon des armes
Hans-Joachim Klein aurait décidé de renoncer à la lutte armée dès février 1976, après avoir appris que des terroristes allemands ont participé au détournement d'un avion d'Air France en direction de Tel Aviv, simplement parce que des juifs sont à bord. Le 25 janvier 1976 en effet, trois hommes de Haddad et deux terroristes allemands tentèrent d'abattre un avion de ligne d'El Al avec des missiles SAM-7 à l'aéroport de Nairobi, mais furent capturés par la police kényane. Les deux Allemands, Thomas Reuters et Brigitte Schultz, membres de la Bande à Baader, sont livrés aux Israéliens dix jours après et emmenés en Israël, où ils furent jugés, puis emprisonnés. Il faudra cependant attendre mars 1977 pour que les services israéliens révèlent qu'ils détiennent aussi les trois palestiniens.

#### Le début 1977
Dans son livre de 1979, Klein déclare que l'action à Entebbe, lorsque les terroristes allemands ont choisi des otages juifs parmi des non-juifs pour les conserver prisonniers, constituait le premier élan de sa retraite de la lutte armée. À l'époque, grâce à Weinrich, qui était devenu le bras droit de Carlos, la RZ était entièrement sous le contrôle du FPLP qui, contrairement aux groupes terroristes allemands, était bien approvisionné en personnes, en matériel et en argent.
Au début de 1977, Klein disparait et se cache pour la première fois dans un village de la vallée d'Aoste. Grâce à un séjour en Italie, où il a été envoyé en repérage pour l'enlèvement du pape, une opération finalement abandonnée car jugée trop dangereuse, il parvient à renouer le contact avec un de ses anciens camarades de l'extrême-gauche de Francfort, Matthias Belz, venu le retrouver à Milan. Il prépare alors son abandon de la lutte armée et compte ses soutiens potentiels.

#### La rupture publique avec le terrorisme de mai 1977

##### La lettre àDer Spiegel
Au printemps 1977, il rompt publiquement avec les Cellules Révolutionnaires en envoyant par courrier au journal allemand d'investigation Der Spiegel son arme personnelle avec ses empreintes, accompagnée d'une lettre dans laquelle il explique les raisons de sa dissociation du terrorisme. La lettre est publiée par le journal le 9 mai 1977 et informe d'un projet d'attentat contre deux responsables de la communauté juive de Berlin et Francfort. L'article de Der Spiegel affirme que « son propre rôle dans le raid de l'Opep n'est toujours pas complètement clair ». Même s'il était armé et a échangé des coups de feu avec un policier, « il est cependant clair que les trois victimes n’ont pas été tuées par des coups de feu tirés par Klein ».
Klein souligne alors que Carlos n'avait pas hésité à tuer de sang-froid son propre ami Michel Moukharbal, mais après son article dans Der Spiegel, les journalistes d'investigation de plusieurs pays reprennent le dossier de la Fusillade de la rue Toullier.

##### L'enquête duNew York Magazinesur la rue Toullier
Le New York Magazine du 7 novembre 1977 enquête auprès des jeunes femmes qui se trouvaient dans l'appartement ce soir-là et retrouve une amie de « Nancy », la compagne de Carlos à ce moment-là. Il s'agissait de fêter le départ pour le Venezuela de l'une d'elles. Selon son amie, Nancy avait de très grosses difficultés avec Carlos les jours précédents, le terroriste étant devenu anxieux car il avait appris que Michel Moukharbal avait été interrogé par la police libanaise et le lui avait reproché violemment, décidant même de ne plus le voir pendant une semaine, après avoir eu une altercation avec lui dans un café, observée par les policiers pendant la filature.
Le New York Magazine poursuit son enquête, recoupe, et écrit un long article racontant la coopération plus ou moins efficace entre les polices de différents pays sur ce dossier délicat dans les trois semaines qui ont précédé la fusillade. On y apprend les écoutes de la police libanaise, la coopération avec les polices anglaise et française, les filatures, ce qui pose alors la question des suites qui n'ont pas été données.

##### Les deux entretiens de 1978
Un an et demi après sa première lettre au Spiegel, il s'explique plus longuement dans deux interviews, l'un au Spiegel le 7 août 1978, l'autre à Libération, qui prend la forme, à partir du 3 octobre 1978 d'une série de cinq articles réalisés par Jean-Marcel Bouguereau,,. Il y dénonce la vénalité de Carlos, la folie meurtrière de ses compagnons et raconte sa dérive personnelle.
Le journaliste de Libération, Jean-Marcel Bouguereau, l'a rencontré dans la clandestinité : « dans un petit village anglais », où il campait, et reste une semaine avec lui. Klein est alors entré dans une double clandestinité, fuyant tout autant la police que ses anciens « camarades ».
Selon son ami Daniel Cohn-Bendit, des contacts seront ensuite pris en 1988 entre les policiers antiterroristes allemands et Klein, afin que celui-ci se rende, avec un rendez-vous au Café de la Paix, à Paris, puis dans une maison d'édition. Mais Klein avait très peur de la prison. Un second contact est établi en 1993, avec le même résultat négatif. Selon la même source, un troisième et dernier contact aura lieu à Pâques 1998.

#### Le livreLa Mort mercenaire
En 1978, il explique sa rupture avec le terrorisme dans un livre d'entretiens avec le journaliste français Jean-Marcel Bouguereau, La Mort mercenaire, préfacé par Daniel Cohn-Bendit et publié en 1980. Dans ce livre, conçu comme un acte militant, il se dit profondément marqué par les conditions de détention qui sont réservées à la première vague de militants de la Bande à Baader, presque tous emprisonnés en juin 1972 après une série d’attentats les semaines précédentes.
Le livre appelle les militants d'extrême-gauche à ne pas commettre les mêmes erreurs que lui. Olivier Rolin, directeur de collection au Seuil et ancien leader du mouvement maoïste français Gauche prolétarienne, accepte le manuscrit. Parce que son témoignage, dit-il, constitue le premier d'« un homme qui se soit retiré si tôt, si vite et si nettement de la guérilla. Un témoignage qui nous faisait savoir deux choses essentielles : le processus de mercenarisation et l'antisémitisme du terrorisme dit international ».
Dans ses interviews comme dans le livre, Klein ne dénonce nommément aucun de ses ex-camarades , sans expliquer pourquoi, mais dénonce leur violence aveugle. Il affirme ne pas chercher à s'exonérer de ses responsabilités dans l'espoir d'une clémence future mais vouloir raconter simplement son itinéraire et décrit comment la soif d'absolu, le goût de l'action, la fascination pour les armes et une réflexion politique simpliste l'ont conduit à mener un mauvais combat.
André Glucksmann, un ancien leader du mouvement maoïste français Gauche prolétarienne, en parle comme d'« un témoignage décisif pour assécher l'idéologie terroriste, un livre héroïque parce qu'il ne satisfaisait pas les terroristes, en cassant leur image.
En réalité, le livre La Mort mercenaire est publié en 1978, à un moment où les attentats meurtriers de la Bande à Baader sont terminés depuis octobre 1977, date à laquelle les quatre chefs sont morts en prison, dont trois au cours de la même semaine d'octobre.
Seize ans plus tard, dans un documentaire de Jean-Marcel Bouguereau et Daniel Leconte (Arte, 1995), Klein précise : « Ça aurait été logique que j'aille voir la police. Je n'aurais jamais été en prison. On m'aurait mis en sûreté, oui, mais pas en prison. On aurait écrit des milliers de pages d'interrogatoires et on m'aurait fait ensuite passer à l'étranger […] Si j'avais parlé à l'époque, on m'aurait fait un pont d'or ».

#### L'affaire Heinz-Herbert Karry
Le nom de Klein sera cité de manière indirecte dans l'enquête menée après l'assassinat, dans la chambre de son appartement à Francfort, le 11 mai 1981, d’Heinz-Herbert Karry, politicien allemand libéral-démocrate, ministre régional de l'Économie du Land de Hesse, action revendiquée par une lettre du groupe terroriste Revolutionäre Zellen, alors financé par le FPLP.
Heinz-Herbert Karry, ex-conseiller municipal de Francfort-sur-le-Main, avait été violemment critiqué par des mouvements d'extrême-gauche pour son soutien au projet d'extension de l'aéroport de Francfort et à un projet de construction d'une centrale nucléaire dans le Land. Ce premier meurtre politique en République fédérale allemande a causé l'indignation la plus totale. Les coups de feu tirés contre lui provenaient d'un pistolet volé en 1970 et de 17 autres armes de haute performance provenant de l'armurerie d'une caserne américaine à Butzbach, près de Giessen,. En 1973, l'arme du crime dont Karry sera victime huit ans plus tard se trouvait dans une voiture utilisée à Francfort par Joschka Fischer, selon un indicateur cité dans une note du bureau de la police criminelle de l’État de Hesse datée du 23 juin 1982, puis utilisée par Hans-Joachim Klein car il devait installer un nouveau moteur. Mais une surveillance téléphonique de Fischer n’a pas apporté de nouvelles découvertes au début de 1983 et les faits de 1973 ont été considérés comme sans lien avec ceux de 1981. Fischer a lui-même déclaré qu'il n'avait donné la voiture à Klein que pour réparation. Les écoutes ont pris fin lorsque Fischer a été élu au Bundestag le 6 mars 1983. Les enquêteurs ont alors estimé que l'indicateur cité dans une note du bureau de la police criminelle un an plus tôt avait fourni de fausses informations, délibérément ou par ignorance,.

#### L'émission télévisée de 1995
En février 1995, De quoi j'me mêle !, une nouvelle émission de Daniel Leconte sur ARTE entreprend de lancer un débat sur les « années Carlos », avec Francis Szpinner, avocat de SOS victimes Attentats, Klaus Junschke, un ancien terroriste, et Jean-Marcel Bouguereau qui rend public à cette occasion un document vidéo, l'entretien qu'il a eu avec Hans-Joachim Klein. En vertu de la Protection des sources d'information des journalistes, Jean-Marcel Bouguereau ne donne aucune information sur le lieu où se trouve l'ex-terroriste, mais l'émission suscite un questionnement sur le fait qu'il n'a pas été jugé, ni même entendu par des juges. Daniel Cohn-Bendit et Jean-Marcel Bouguereau indiqueront beaucoup plus tard qu'il s'agissait surtout pour lui de préparer une forme de reddition.

### L'arrestation et la condamnation

#### L'arrestation de septembre 1998
Vers la fin des années 1990, des négociations sont ouvertes avec les autorités allemandes pour organiser sa reddition. Hans-Joachim Klein faisait l'objet depuis 1976 d'un mandat d'arrêt international pour homicide volontaire et prise d'otages, délivré par le Parquet de Francfort dans le cadre de l'enquête sur la prise d'otages de 11 ministres de l'OPEP (Organisation des pays producteurs de pétrole) le 21 décembre 1975 à Vienne. Ilich Ramirez Sanchez dit « Carlos » en est le chef et l'organisateur. Klein explique l'avoir croisé pour la première fois en mars 1975, huit mois plus tôt, dans un appartement parisien rempli d'armes où il lui avait montré comment démonter un pistolet-mitrailleur Skorpion.
Début septembre 1998, l'arrestation de Hans-Joachim Klein sera facile, mais son extradition très longue. Après deux décennies passées dans la clandestinité principalement en France, il est appréhendé le 8 septembre 1998 à Sainte-Honorine-la-Guillaume (Orne), où il vivait depuis cinq ans. Mais on apprend quatre jours après que l'extradition de Hans-Joachim Klein est retardée, selon la justice allemande. Une information judiciaire est ouverte le 18 septembre 1998, car Joerg-Uwe Hahn, dirigeant du groupe parlementaire libéral (FDP) de l'État régional de Hesse, a déposé plainte contre son ami Daniel Cohn-Bendit pour "mise en échec des règles pénales", l'accusant d'avoir aidé financièrement Hans-Joachim Klein.
En France, la ministre de l'Aménagement du Territoire et de l'Environnement, l'écologiste Dominique Voynet déclare que « l'arrestation de (Hans-Joachim) Klein à quelques jours des élections allemandes, n'est pas tout à fait une anecdote sans intérêt ». Et selon Daniel Cohn-Bendit, autre leader écologiste en France, « le ministère de l'Intérieur allemand ne voulait pas que Klein se rende de lui-même. Car rien n'est plus horrible pour l'appareil répressif qu'un homme qui se rend. C'est tout son système qui s'effondre ».
Plusieurs personnalités allemandes et françaises proches de Hans-Joachim Klein, dont Daniel Cohn-Bendit, Jean-Marcel Bouguereau et André Glucksmann, confirment alors qu'elles savaient où il se cachait et qu'elles l'avaient aidé notamment financièrement,.

#### Les demandes d'extradition
Le porte-parole du Parquet de Francfort, Job Tilmann, déclare « l'intention » de la justice allemande de demander la levée de l'immunité de l'euro-député Daniel Cohn-Bendit, mais précise qu'elle compte surtout sur « d'éventuelles indications » données par Klein pour établir la « solidité » des reproches faits à Daniel Cohn-Bendit, qui ne se cache pas d'avoir mis Klein en contact avec des personnes qui l'ont aidé à trouver un logement en France et de l'avoir soutenu financièrement mais affirme que ce soutien n'a pas duré pendant toute la cavale du terroriste repenti.
La justice allemande demandera aussi l'extradition vers l'Allemagne de Christian Gauger, 59 ans, et Sonja Suder, 68 ans, anciens membres présumés des Cellules révolutionnaires, soupçonnés par la justice allemande d'avoir participé à trois attentats à l'explosif et à un incendie criminel en 1977 et 1978, dont un attentat contre le château de Heidelberg (Bade-Wurtemberg) qui se cachaient sous de fausses identités à Lille. Arrêtés le 16 janvier 2000 à Paris, ils seront remis en liberté le 22 mars contre le paiement d'une caution de 1 524 euros car selon le droit français, il y a prescription, et leur avocate Irène Terrel a réussi à empêcher leur extradition. Sonja Suder est soupçonnée d'avoir fourni une partie des armes sur la base du témoignage de Klein, qui est ensuite revenu sur ses déclarations. Elle n'a jamais reconnu les faits. En 2001, la France avait refusé leur extradition, mais en 2005 une convention de 1996 définissant les critères européens en matière d'asile est réactivée. Au sein de cette convention, un accord bilatéral entre la France et l'Allemagne stipule qu'en cas d'extradition, la prescription s'applique non pas dans l'État requis, mais dans l'État requérant (l'Allemagne), où le délai de prescription peut atteindre quarante ans. Ainsi le Conseil d’État a rendu en 2010 extradables les deux Allemands, même si l'un des deux avait été terrassé en 1997 par un accident cardiaque aux lourdes séquelles neuropsychiatriques.
C'est ensuite l'Autriche qui réclame à la France l'extradition du terroriste vénézuélien Ilich Ramírez Sánchez, dit Carlos, des précisions supplémentaires sur le contenu de son dossier, soupçonné d'avoir organisé la prise d'otages des ministres de l'OPEP (Organisation des pays exportateurs de pétrole), qui avait fait trois morts, le 21 décembre 1975 à Vienne. La Cour d'appel de Paris demande des renseignements supplémentaires avant d'accéder à cette demande.
Enlevé le 14 août 1994 à Khartoum par la Direction de la surveillance du territoire (France), sur ordre de Charles Pasqua alors ministre de l'Intérieur, Carlos est incarcéré en France à la prison de la Santé depuis le 15 août 1994. Au terme d'un procès débuté le 12 décembre 1997 et terminé le 24 décembre 1997,, il a été jugé pour une seule affaire, un triple assassinat en France remontant au 27 juin 1975, reconnu coupable, et condamné à la réclusion criminelle à perpétuité,.
Le 27 janvier 1999, quatre intellectuels allemands écrivent au Président français, Jacques Chirac, pour lui demander une extradition rapide de Hans-Joachim Klein. L'écrivain Hans Magnus Enzensberger, le réalisateur Alexander Kluge, le politologue Iring Fetscher et le journaliste Lothar Baier y rappellent, entre autres, le très mauvais état de santé du terroriste repenti, qui ne peut, selon eux, que s'aggraver dans l'incertitude de son sort un an et demi après son arrestation en France. Hans-Joachim Klein est finalement extradé en Allemagne un an et demi après son arrestation.

#### Le procès et les témoignages
Le procès, qui a débuté le 17 octobre 2000, doit durer plusieurs mois. Certains témoins sont moins bavards qu'espéré par la défense, comme l'artiste de cabaret Matthias Beltz, très proche de Klein. Mais il déclenchera des révélations en Allemagne sur d'autres ex-amis de Hans-Joachim Klein, en particulier sur Joschka Fischer, alors ministre des Affaires étrangères et vice-chancelier d'Allemagne, qui dépose lors du procès comme témoin de moralité dans le procès d'Hans-Joachim Klein,,. Le 24 novembre 2000, ce dernier se dit prêt à témoigner. « Tous deux ont été mes modèles », venait de déclarer M. Klein devant la Cour à propos de Joschka Fischer et Daniel Cohn-Bendit.
Cinq semaines plus tard, Joschka Fischer est obligé de s'excuser auprès des policiers allemands, dans un entretien à l'hebdomadaire d'investigation allemand Stern, un peu moins de deux semaines avant son témoignage prévu au procès. Le magazine publie en effet dans le même numéro cinq photos jusqu'ici inconnues de lui, prises en avril 1973. Sur l'une d'elles, on le voit casqué en train de donner un violent coup de poing à un policier lors d'une manifestation à Francfort et, sur une autre, Klein courir dans sa direction.
Ces excuses ne suffisent pas à une partie de la presse conservatrice: Die Welt et le Frankfurter Allgemeine Zeitung qui reprochent à Joschka Fischer d'avoir été « proche » de la scène extrémiste des années 1970 en Allemagne, quand, fin janvier, un ancien policier vient de porter plainte contre lui pour « faux témoignage » car il a déclaré le 16 janvier au procès n'avoir jamais hébergé ou été en relation avec des membres de la Bande à Baader, ce qui semble en contradiction avec des détails donnés par une terroriste repentie. Dans ses mémoires, publiés en Allemagne en 1999, Margrit Schiller raconte en effet avoir passé « quelques jours » dans la maison squattée de plusieurs étages qu'occupaient alors Joschka Fischer, Daniel Cohn-Bendit dans un appartement partagé, alors que Fischer était étudiant, et quelques autres. Margrit Schiller sera condamnée en février 1973 à deux ans et trois mois de prison pour soutien à une organisation criminelle, port d'armes et falsification de documents. Margrit Schiller disait dans son livre avoir vécu « quelques jours » avec Fischer et Cohn-Bendit en 1973: « J'ai pris un petit-déjeuner avec eux et, tard le soir, nous avons fait une virée dans les bars ». Fischer sera ensuite obligé de faire à nouveau amende honorable en parlant avec des journalistes. Cependant, en avril 2001, les procureurs de Francfort ont décidé d'abandonner l'information judiciaire pour faux témoignage contre Joschka Fischer, qui a dit qu'il ne savait pas qu'elle était, alors, dans la Bande à Baader.
Bettina Röhl, fille d'Ulrike Meinhof et journaliste, l'a accusé au cours du même procès d'avoir appelé à faire usage de cocktails Molotov lors d'une manifestation en 1976, au lendemain du suicide de sa mère, manifestation pendant laquelle un policier fut grièvement brûlé. Selon Der Spiegel plusieurs témoins l'accusent d'avoir été impliqué dans la réunion la veille où a été discutée l'utilisation massive de cocktails Molotov le lendemain et il fait partie des 14 personnes temporairement arrêtées lors de cette manifestation. Le vice-chancelier allemand s'est vu reprocher aussi d'avoir été membre début 2001 des Putzgrupp, littéralement « troupe de nettoyage », fort d'une vingtaine de militants, qui s'armaient de casques, bâtons, matraques ou boucliers saisis au combat sur les policiers, pour défendre les maisons squattées comme celles qu'occupaient alors Joschka Fischer et Daniel Cohn-Bendit, et il a confirmé avoir participé à des entraînements organisés le dimanche dans les bois des environs de Francfort pour s'exercer au lancer de pierres ou à la libération de prisonniers. « Tout le monde connaissait le passé mouvementé de Joschka Fischer, mais à travers la photo, le passé abstrait devient concret », déclare alors Cohn-Bendit dans une interview au Spiegel, où il estime avoir « énoncé d'innombrables déclarations sur la responsabilité morale de notre génération à l'égard du terrorisme, y compris dans le Spiegel ». Il déclare aussi qu'il « aurait dû aller voir beaucoup plus tôt le policier gravement blessé par un cocktail Molotov » en mai 1976 mais ne pas savoir « qui l'a jeté », assurant que ce n'est pas lui. « Dans l'atmosphère de cette époque, un tel accident pouvait se produire et c'est pourquoi nous sommes moralement responsables », ajoute-t-il. Fischer a aussi été accusé d'avoir assisté à une conférence de l'OLP, à Alger en 1969, qui s'acheva par une déclaration de « soutien à la résistance armée du peuple palestinien pour la libération de sa patrie ».

#### La condamnation à neuf ans de prison
Son procès a connu 25 jours d'audience, ce qui est très peu pour l'Allemagne. Hans-Joachim Klein y reconnait avoir fait partie du commando contre la conférence de l'OPEP, mais nie formellement avoir tué quelqu'un. Il déclare que la Libye a soutenu cette action en livrant des armes et des informations sur les dispositifs de sécurité de la conférence. Dix minutes d'Opep ont détruit ma vie, a-t-il dit.
Le 15 février 2001, Klein est reconnu coupable de tentative d'assassinat et de prise d'otage. Il est condamné à 9 ans de prison (le ministère public avait requis 14 ans). Le code pénal prévoyait la détention à perpétuité, et le parquet avait réclamé 14 ans. Mais l'accusé a pu bénéficier du statut de repenti prêtant assistance à la justice de son pays. La défense voulait huit ans de prison.
C'est un « enfant perdu » qui porte le poids de l'Allemagne d'après-guerre, dit de lui le président du tribunal. Cependant, par manque de preuves, son coaccusé, Rudolf Schindler, que Klein a dénoncé comme l'un des organisateurs du coup de Vienne, a été acquitté. Rudolf Schindler était lui aussi un ex-membre des Revolutionäre Zellen (cellules révolutionnaires).

### La nouvelle vie

#### Libération après 5 ans de prison et grâce
En 2003, après 5 ans de prison, il est libéré sur parole.
En 2009, il est gracié. Le ministre de la Justice de Hesse efface définitivement le reste de sa peine pour que Klein puisse « avoir la possibilité de redevenir définitivement un membre de la société ».
Il retourne vivre en Normandie. Il a deux enfants.
En 2008, il demande sa naturalisation française qui lui est refusée parce qu'il n'a pas séjourné les 5 ans nécessaires, puisque ses 20 ans de clandestinité en France ne comptent pas.
Certaines sources le qualifient d'« anarchiste »,,.

#### Coopération avec la justice
À partir de 2009, Ilich Ramírez Sánchez effectue des déclarations qui accroissent encore la tension. En mai 2009, il apporte son soutien à la liste antisioniste que Dieudonné présente aux élections européennes du 7 juin 2009. (Carlos est d'ailleurs le parrain de la deuxième fille de Dieudonné M'bala M'bala.) Dans les procès qui suivent, Hans-Joachim Klein est appelé à témoigner, donner des détails.

#### Le procès Carlos de 2011
Klein dira ensuite de Carlos, lors du procès de 2011 : « Il pratiquait le massacre gratuit, pour mieux se faire craindre. C'est un mégalomane et un mythomane. Il était capable de tuer quelqu'un avant de passer à table dans un bon restaurant. Je m'interroge sur l'état mental de Ramírez Sánchez ».

#### Le procès Carlos pour l'attentat de 1974 au drugstore Publicis sur les Champs-Élysées
Hans-Joachim Klein a témoigné lors du procès de mars 2018 dans l'affaire de l'Attentat du drugstore Publicis du boulevard Saint-Germain, le jet d'une grenade dans la galerie marchande du grand magasin parisien, qui avait fait 2 morts et 37 blessés le 15 septembre 1974. L'Attentat du drugstore Publicis avait surtout « marqué le début du parcours criminel de Carlos en France » selon l'accusation.
Au cours de ce procès en appel, rendu difficile, 44 ans après les faits, par l'absence d'ADN ou d'aveux, le procureur fonde son réquisitoire sur quatre séries de faits incluant son témoignage et d'autres. Il se base sur les déclarations concordantes de camarades de lutte de Carlos qui l'ont impliqué (Hans-Joachim Klein, Mme Amparo et Wako le chef du commando de La Haye). Klein, retraité, vit alors du RSA en Normandie.
En mars 2017 puis en mars 2018, Klein déclare devant la cour d'assises spéciale antiterroriste avoir sû que c'était son camarade de lutte Ilich Ramirez Sanchez dit « Carlos » qui était l'auteur de l'attentat du drugstore Publicis le 15 septembre 1974. Ce dernier se serait vanté de son acte auprès de lui. Hans Joachim Klein assure même que Carlos lui a raconté avoir jeté une grenade. Sur ses liens avec Carlos, Klein explique l'avoir croisé pour la première fois en mars 1975 dans un appartement parisien rempli d'armes où il lui avait montré comment démonter un pistolet-mitrailleur Skorpion.
À l'issue du procès, Carlos, qui a refusé de comparaître au dernier jour, a été condamné le 16 mars 2018, en appel, à la réclusion criminelle à perpétuité pour cet attentat meurtrier du Drugstore Publicis.

### Mort
Hans-Joachim Klein meurt le 9 novembre 2022 chez lui à Sainte-Honorine-la-Guillaume à l'âge de 74 ans,.

## Citations
- « La violence révolutionnaire a dégénéré en métier, devenant le commerce assassin de comparses cyniques et névrosés. »
- « Les paroles de tel membre du "bras de la révolution arabe" à Vienne disant : "J'en ai buté deux", n'ont pas appelé de commentaire de la part de la gauche, du moins publiquement. Mais on me couvrit d'insultes tant et plus lorsque je me suis permis, en évoquant par la suite ces trois assassinats, de les désigner pour ce qu'ils étaient : des actes manifestant du cynisme, de l'insensibilité et tout simplement du mépris pour la personne humaine. L'opération de Vienne, puis son "analyse et exploitation" aussitôt après dans un camp d'entraînement arabe, et l'opération tout empreinte "d'amour et de solidarité" - et heureusement avortée - de Nairobi m'amenèrent à la décision de me retirer dès qu'une chance s'offrirait pour cela. »
- « Je ne crois plus à LA révolution à laquelle j'ai cru autrefois. À une société socialiste, communiste ou anarchiste dans laquelle tout un chacun est heureux et satisfait. Au sein de laquelle tous sont égaux, où il n'y a plus d'injustices, pas de corruption, pas de haine, pas de jalousie, pas de domination, pas d'exploitation de l'homme par l'homme, pas de meurtres ni d'assassinats, pas de criminalité, pas de taules, pas d'oppression, pas de racisme. Où il n'y aura plus toutes ces choses qui sont contenues dans les douze lettres du mot IMPERIALISME. Ce sont là des articles de foi comme peuvent les professer des Témoins de Jéhovah, qui pensent qu'ils pourront un jour connaître tout ça en entrant au Ciel. (Ici, cela vaut en plus pour tous les animaux sauvages.) »

La Mort mercenaire

### Articles de presse
- Daniel Psenny, Un certain Monsieur Klein, Libération, 23 février 1995[90].
- David Dufresne, Les vingt-deux ans de prison intérieure de Hans-Joachim Klein. Jusqu'à son arrestation, le 8 septembre, l'ex-terroriste a vécu dans la clandestinité, grâce à un réseau de soutien, Libération, 21 septembre 1998[91]
- Lorraine Millot, Brigitte Vital-Durand, Hans-Joachim Klein prisonnier de son passé, Libération, 10 septembre 1998[92].
- Christophe Boltanski, L'incroyable destin de M. Klein, Dirk pour les amis, nouvelobs.com, 27 septembre 2008.
- AFP, « L'ancien terroriste allemand Hans-Joachim Klein gracié », Libération, 7 mars 2009[93].
- Dominique de Laage, Carlos pratiquait le massacre gratuit », Sud Ouest, 3 décembre 2011.

### Travaux universitaires
- Anne Maria Siemens, Durch die Institutionen oder in den Terrorismus: die Wege von Joschka Fischer, Daniel Cohn-Bendit, Hans-Joachim Klein und Johannes Weinrich, Thèse, Ludwig-Maximilians-Universität Munich, 2006[94]
- Christian Beuvain, Révolution, lutte armée, terrorisme - Pistes documentaires et bibliographiques, Dissidences, février 2006, texte intégral.
- Franck Mermier, Aden au temps de l'étoile rouge, Transeuropeennes, 2013[95].

### Films documentaires
- Alexander Oey, De terrorist Hans-Joachim Klein, Dokwerk, 2005[96].
- Alexander Oey, Hans-Joachim Klein, My Life as a Terrorist : the story of Hans-Joachim Klein, DVD, Submarine, Amsterdam, 2006[97],[98].
- Jessica Yu, Elise Pearlstein, Susan West, Hans-Joachim Klein, Mark Pierpoint, Protagonist, DVD, Lorber HT Digital, New York, 2008[99],[100].
- Barbet Schroeder, L'Avocat de la terreur, 2007[101].
- Daniel Leconte, Jean-Marcel Bouguereau, Les années Carlos : Hans Joachim Klein, un cas allemand, Arte, 1995[102].

### Films de fiction
- Olivier Assayas, Carlos, Le Prix du chacal, 2010.